# Ryssberg, Sastmola
Ryssberg (fi: Ryysperi)  är en ö i Finland. Den ligger i Bottenhavet och i kommunen Sastmola i den ekonomiska regionen  Björneborgs ekonomiska region i landskapet Satakunta, i den västra delen av landet. Ön ligger omkring 37 kilometer nordväst om Björneborg och omkring 260 kilometer nordväst om Helsingfors.
Ön har  uppenbarligen fått sitt namn efter Albertina Ryssberg som bodde här i början av 1900-talet.
Öns area är 5,9 hektar och dess största längd är 310 meter i nord-sydlig riktning.